# Adolf Otto (Sozialreformer)

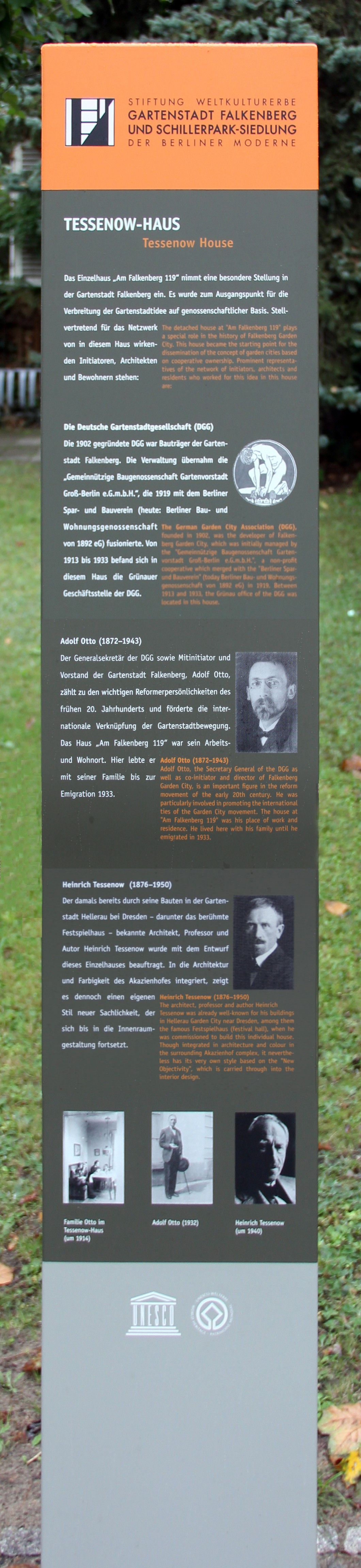
Gedenktafel, Am Falkenberg, in Berlin-Bohnsdorf

Franz Georg Adolf Otto (* 19. November 1872 in Berlin; † 12. Januar 1943 ebenda) war ein deutscher Sozialreformer. Er war Mitbegründer und Generalsekretär der Deutsche Gartenstadtgesellschaft und Vorsitzender des Reichsverbandes Deutscher Baugenossenschaften, Bezirk Berlin und Brandenburg. Er zählt zu den wichtigen Wohn- und Sozialreformern des frühen 20. Jahrhunderts.

## Leben
Otto war der Sohn eines Postamt-Assistenten und späteren Versicherungsagenten und absolvierte nach dem Realschulabschluss eine kaufmännische Lehre. 1898 heiratete er die Lehrerin Jenny Rosenfeld. Zu diesem Zeitpunkt arbeitete er als Kontorist – später als Kaufmann. Die Ehe wurde 1907 geschieden. Im selben Jahr heiratete er die Sprachlehrerin Franziska Lachmann. Sie war jüdischer Religion und er seit seinem Austritt aus der evangelischen Kirche konfessionslos. Die Schriftstellerin Hedwig Lachmann war seine Schwägerin.
Otto belegte Kurse an der Berliner Universität und wurde von sozialreformerischen Ideen, u. a. von Franz Oppenheimer, beeinflusst. Er freundete sich mit Bernhard Kampffmeyer und Gustav Landauer an und trat der SPD sowie zeitweilig dem 1908 gegründeten Sozialistischen Bund bei. Mit Kampffmeyer sowie Robert Tautz gründete er 1902 die Deutsche Gartenstadtgesellschaft (DGG), zu der wenig später Wilhelm Bölsche, Adolf Damaschke und Franz Oppenheimer stießen. Auch Heinrich Albrecht, der Architekt Theodor Goecke, Pastor Gustav von Bodelschwingh sowie der Städtebaureformer Rudolph Eberstadt gehörten zum Vorstand der DGG. Adolf Otto war erst Schatzmeister und ab 1911 Generalsekretär der Gesellschaft. 1924 übernahm er auch den Vorsitz des Reichsverbandes Deutscher Baugenossenschaften, Bezirk Berlin und Brandenburg. Zahlreiche genossenschaftliche Projekte wurden in Berlin und Umgebung realisiert.
Nach der Machtergreifung der Nazis wurde Otto amtsenthoben. Er verließ Deutschland, zog erst nach England und dann nach Paris, wo er freiberuflich in Städtebauangelegenheiten arbeitete und sich im antifaschistischen Bund Neues Deutschland engagierte. Seine jüdische Ehefrau emigrierte in die USA und dann nach Buenos Aires. Nach der Besetzung Frankreichs durch die Wehrmacht wurde er von der Militärregierung überwacht und schließlich angewiesen, im Oktober 1942 nach Berlin zurückzukehren, wo er als 70-Jähriger als kaufmännischer Sachbearbeiter zum ehemals gemeinnützigen Wohnungsunternehmen GEHAG vermittelt wurde. Auf dem Weg zur Arbeit brach er in der S-Bahn am 12. Januar 1943 zusammen und starb im Elisabeth-Krankenhaus im Tiergarten an einem Herzschlag. Zuletzt lebte er in der Fasanenstraße 13 in Charlottenburg.